# Misja sui iuris
Misja sui iuris – najbardziej pierwotna, lecz samodzielna jednostka terytorialna Kościoła katolickiego. Taka misja stanowi wstępny etap istnienia Kościoła lokalnego na terenach, gdzie jest mało katolików bądź status polityczny terenu jest niepewny. Brak jej jednak określenia w Kodeksie Prawa Kanonicznego. Na czele misji stoi zwykle prezbiter, zaś jego stanowisko określa się mianem superiora lub po prostu przełożonego. 

## Lista obecnie działających misji
Annuario Pontificio z 2009 wymienia 9 misji sui iuris.
Obecnie w Kościele rzymskokatolickim funkcjonuje 8 misji sui iuris:
- misja „sui iuris” Afganistanu,
- misja „sui iuris” w Funafuti,
- misja „sui iuris” Kajmanów,
- misja „sui iuris” Tadżykistanu,
- misja „sui iuris” Tokelau,
- misja „sui iuris” Turkmenistanu,
- misja „sui iuris” Turks i Caicos,
- misja „sui iuris” Wyspy Świętej Heleny, Wyspy Wniebowstąpienia i Tristan da Cunha.

W latach 1320–1330 oraz 1898–1922 istniała misja sui iuris w Yining.